# Iekaterinoslavka
Iekaterinoslavka (en rus: Екатеринославка) és un poble del krai de Khabàrovsk, a l'Extrem Orient de Rússia. El 2012 tenia 857 habitants. Pertany al districte rural de Lazó.